# くらしき作陽大学
くらしき作陽大学（くらしきさくようだいがく、英語: Kurashiki Sakuyo University、公用語表記: くらしき作陽大学）は、岡山県倉敷市玉島長尾3515に本部を置く私立大学。1930年創立、1966年大学設置。大学の略称は作陽。

## 概要
松田藤子（初代学長）創設の学校法人作陽学園により設立、運営されている。大学の設立と同時に設置された音楽学部と、倉敷市への移転後（1997年）に開設された食文化学部、子ども教育学部の3学部を擁する。同法人は作陽短期大学（音楽学科）、作陽学園高等学校（普通科）も運営している。

## 建学の精神
大乗仏教に基づく宗教的情操教育により豊かな人間性を涵養する

## 学是
念願は人格を決定す、継続は力なり

## 沿革
- 1930年4月 津山女子高等技術学院を創立
- 1946年3月 財団法人作陽学園設立認可
- 1950年12月 学校法人作陽学園設立認可
- 1951年4月 作陽短期大学設立、家政科を設置
- 1966年4月 作陽学園大学設立、音楽学部音楽学科を設置
- 1968年4月 作陽学園大学を作陽音楽大学に改称
- 1970年4月 作陽音楽大学に音楽専攻科を設置
- 1975年4月 作陽音楽大学の音楽学部に教育音楽学科（教育音楽専攻、幼児教育専攻）を増設
- 1990年3月 教育音楽学科 幼児教育専攻を廃止
- 1996年4月 作陽音楽大学、作陽短期大学音楽科が岡山県津山市から同県倉敷市に移転
- 1997年4月
  - 作陽音楽大学をくらしき作陽大学に改称
  - 食文化学部 食生活学科を設置
  - 音楽学部 音楽学科に情報音楽専修、アートマネジメント専修等を設置
  - 音楽学部 教育音楽学科に吹奏楽指導者専修等を設置
- 1999年4月 ロシア国立モスクワ音楽院と芸術文化交流協定を締結
- 2000年4月 音楽学部 音楽学科にモスクワ音楽院特別演奏コースと日本伝統芸能専修を設置。教育音楽学科に音楽療法専修を設置
- 2002年4月 食文化学部に栄養学科、フードシステム学科を設置
- 2006年4月 音楽学部 教育音楽学科を音楽教育学科に改称
- 2007年4月 音楽学部 音楽学科の情報音楽専修を音楽デザイン専修に改組
- 2008年4月 子ども教育学部子ども教育学科を設置
- 2009年4月
  - 食文化学部の食生活学科を現代食文化学科に改称
  - 食文化学部のフードシステム学科を食産業学科に改称
- 2009年4月 作陽短期大学を作陽音楽短期大学に改称
- 2010年4月 くらしき作陽大学大学院 音楽研究科音楽専攻を設置
- 2011年4月
  - 食文化学部食産業学科の募集を停止
  - 食文化学部 現代食文化学科に食と健康コース（栄養士養成課程）とフードコーディネートコースを設置
- 2012年4月 - 音楽学部音楽学科のアートマネジメント専修並びに音楽デザイン専修を音楽教育学科へ改組
- 2013年4月
  - 音楽学部 音楽学科に演奏芸術コース、教育文化コースを設置
  - 子ども教育学部 子ども教育学科に小学校・特別支援学校コース、保育園・幼稚園コースを設置
  - くらしき作陽大学附属幼稚園を設置
- 2014年4月 - 音楽専攻科のピアノ専攻を音楽専攻に名称変更。声楽専攻、管打楽器専攻、弦楽器専攻を廃止
- 2015年4月 
  - 作陽音楽短期大学音楽学科を音楽専功と幼児教育専攻に分離
  - くらしき作陽大学付属認定こども園を設立
- 2020年4月 - 作陽音楽短期大学を作陽短期大学に名称変更
- 2025年4月 - 健康スポーツ教育学部を開設[1]、4学部体制となる。食文化学部現代食文化学科を食マネジメント学科に名称変更

## 学部・学科
- 音楽学部
  - 音楽学科
    - モスクワ音楽院特別演奏コース
    - 声楽専修
    - ピアノ専修
    - 管楽器・打楽器専修
    - 弦楽器専修
    - オルガン専修
    - ハープ専修
    - 作曲専修
    - 指揮専修
    - 日本伝統芸能専修
    - 電子音楽専修

  - 音楽教育学科
    - 音楽教育専修
    - 吹奏楽指導専修
    - 音楽療法専修
    - 音楽デザイン専修
    - アートマネジメント専修

- 食文化学部
  - 栄養学科
  - 食マネジメント学科（2025年4月、現代食文化学科から改名）
    - 栄養士を基本とした5領域（食育、家庭科教育、健康増進とスポーツ栄養、食品開発と流通、フードコーディネートと食環境）
- 子ども教育学部
  - 子ども教育学科
    - 小学校・特別支援学校コース
    - 保育園・幼稚園コース
- 健康スポーツ教育学部
  - 健康スポーツ教育学科

## 専攻科
- 音楽専攻科
  - 音楽専攻
  - ピアノ専攻
  - 声楽専攻
  - 弦楽器専攻
  - 管打楽器専攻

## 大学院
- 音楽研究科
  - 音楽専攻（修士課程）
    - 演奏芸術領域（ピアノ、声楽、管打、弦、電子楽器、箏、作曲、指揮）
    - 教育文化領域（音楽教育、音楽療法、音楽デザイン、アートマネジメント）
    - 音楽文化領域（音楽学、音楽文化）

## キャンパス
周囲の豊かな自然にしっくりと溶け込み、明るく開放的且つ落ち着いた雰囲気を持つ。設計は皇居新宮殿の建設に関わったことなどで知られる吉村順三によるもので、第5回倉敷市建築文化賞優秀賞を受賞している。
音楽学部
- 1号館：最新の音響設備を持つ多数の大・小講義室、研究室（レッスン室）、室内楽や吹奏楽、管弦楽のための演習室を備える。外観では、空高くそびえる白い塔が非常に印象的で、大学のシンボル的存在となっている。また、大学のメインとなる建物であり、事務局もこの建物内に置かれている。
- 3号館 聖徳殿（しょうとくでん）：パイプオルガンを備えた、総客席数450席の講堂兼音楽ホール。同オルガンは1981年5月、ドイツのベッケラート社（Rudolf von Beckerath Orgelbau GmbH）により当時津山市に所在していた旧作陽音楽大学聖徳殿内に建造され、同大学の倉敷移転に合わせて移設されたもの。ストップ数22、パイプ数1,532本を擁する。
- 4号館 練習棟：地上4階を有し、基本的には個人練習用の小さな部屋を多数備えているが、室内楽が練習可能な大きな部屋も備えており、在学生は無料で使用することができる。なお、在学生の間では“練舎”という名で親しまれている。
- 10号館 藤花楽堂（とうかがくどう）：地上5階地下2階、総客席数810席を有し、プロセニアム開口部を持つシューボックスタイプのコンサートホール。音響反射板を使用してのクラシックコンサート、オーケストラピットを使用してのオペラ公演をはじめ、ミュージカル、日本伝統芸能等、幅広い公演に対応。音響設計は永田音響設計による。地下には録音スタジオや演習室も備わっている。
- 11号館 音楽交流センター：大小様々なレッスン室、グレード教室、アンサンブル室等を備えており、地域の音楽文化の向上に貢献するとともに、大学と地域の文化交流の拠点として広く開放されている。また、大学及び短期大学同窓会の本部はこの建物内に置かれている。
- 野外音楽堂

食文化学部・子ども教育学部
- 5号館
- 6号館

## 付属研究機関等
- 大学附属認定こども園
- 仏教文化教育研究センター
- 演奏芸術センター
- 商品開発交流研究センター
- 子ども教育研究センター